# Pamukluk Çayı
Der Pamukluk Çayı bildet den rechten Quellfluss des Berdan Çayı in der südtürkischen Provinz Mersin.
Der Pamukluk Çayı entspringt an der Provinzgrenze zu Karaman im Norden von Mersin, etwa 30 km westlich der Kreisstadt Çamlıyayla. Der Fluss fließt überwiegend in westlicher und südwestlicher Richtung. 
Am Mittellauf nutzt das Wasserkraftwerk Pamuk das Gefälle des Flusses und leitet von einem Wehr das Flusswasser über eine Strecke von 5 km zum flussabwärts gelegenen Kraftwerk.
Am Unterlauf entsteht die 135 m hohe Pamukluk-Talsperre.
Der Pamukluk Çayı vereinigt sich schließlich mit dem von Norden heranströmenden Kadıncık Çayı zum Berdan Çayı.